# Kandijski most
Kandijski most (tudi Stari most) je železni cestni most, ki povezuje staro mestno jedro Novega mesta s Kandijo. Most prečka reko Krko na spodnjem delu Glavnega trga. Zgrajen pa je bil leta 1898 le nekaj deset metrov od kraja, kjer je stal starejši leseni most, zgrajen leta 1600, ki so ga eno leto po odprtju železnega mostu porušili.
Most je dolg 75 metrov, s svojo železno zakovičeno konstrukcijo pa sodi med redke in najstarejše tovrstne konstrukcije v Sloveniji.
Konstrukcija je pritrjena na obrežje z masivnimi oporniki z rustikalno obdelanimi kamnitimi klesanci. Zaradi gradnje mostu so podrli stavbe na južnem koncu srednjeveškega osrednjega mestnega trga. 
Z Odlokom o razglasitvi naravnih znamenitosti in nepremičnih kulturnih in zgodovinskih spomenikov v občini Novo mesto, Uradni list RS št. 38/1992 je bil most leta 1992 razglašen za kulturni spomenik lokalnega pomena.